# Alag (település)
Alag egykori község Pest-Pilis-Solt-Kiskun vármegye Váci járásában. Területe ma Dunakeszi (Villatelep, Alagi major) és Fót (Kisalag) között oszlik meg.

### Dunakeszi és Alag szétválása
Dunakeszi és Alag 1910-ben kettévált, aminek hátterében az állt, hogy a két település a 19. század második felétől kezdődően a 20. század elejéig teljesen eltérő fejlődési utat jártak végig. A dunakeszi gazdaság a 20. század elején még túlnyomórészt mezőgazdasági alapokon működött, így ennek megfelelő volt társadalomfejlődése is. Alag viszont a lóversenytér és tréningtelep, az ország minden részéből ide érkező lovászok világa volt, ahova gyakran határon, sőt, tengeren túlról is jöttek a trénerek és zsokék, és a versenynapokon Alagon nyüzsgött a kilátogató fővárosi közönség. Mindezeket a helyben található főúri villák miliője egészítette ki. A két település(rész) között a vasút jelentette a választóvonalat, a közös, alagi oldalon álló vasútállomásnak is Dunakeszi–Alag volt a neve.

### Dunakeszi fejlődése 1910 és 1939 között
Dunakeszi magja ekkor a községháza (ma: Városháza), a Szent Mihály-templom és a Római Katolikus Elemi Népiskola (ma: Krisztus Király Római Katolikus Általános Iskola) által határolt területen feküdt. A községháza melletti téren (ma: IV. Béla király tér) 1928 óta piac működött, ahová a helyi és a környékbeli termelők heti rendszerességgel hordták az áruikat; itt tartották a nyilvános árveréseket is. Lakott terület volt a korszakban, a mai települést tekintve, az Alsótabán, a Felsőtabán, a templomdomb és környéke, a mai Vörösmarty és Attila utcák környékét jelentő ún. Villatelep, valamint a Fő út és a vasút közötti terület, amelynek északi határa nagyjából a mai János utcánál húzódott.
A tér északi végéhez közel álló, 1754-ben épült Szent Mihály-templom a település egyetlen temploma volt. A főkegyúri jogokat gyakorló Magyar Lovaregylet folyamatosan karbantartotta a templomot, az 1913-as nagy felújítás során kifestették az épületet, illetve renoválták a régi oltárt és a szószéket, két szoborral gazdagodott a templom (Jézus szíve, Szűz Mária), valamint adományokból (pl. Gombai Istvánné sz. Sipos Katalin) festett üvegablakok készültek. Gombai Istvánné két carrarai márvány szenteltvíztartót is ajándékozott a templomnak. A modern világ is belopódzott ekkor az épületbe: elkészült a villanyvilágítás, nehogy a szépen festett új falak bekormozódjanak a gyertyalángtól.
1900-ban felépült a város első postahivatala. A község 1899 óta rendelkezik távbeszélővel (telefonnal), 1938-ban 47-en, 1943-ban már 90-en fizettek elő a szolgáltatásra. A postamesteri tisztséget a tárgyalt korszakban hosszú ideig Bazsanth Mária töltötte be, aki összességében több mint négy évtizeden keresztül, 1893-tól 1935-ig látta el feladatát. Ezt követően – 1936 és 1942 között – Wallini Gyula dolgozott postamesterként. Az 1897-re Salkovics Károly tervei és Brezina Bennó műépítész-építőmester irányítása alatt elkészült, földszintes, akkor modernnek számító négy-tantermes iskola a folyamatosan és nagymértékben növekvő gyereklétszám miatt hamarosan jelentős bővítésre szorult, így 1909-ben Goldberg Simon tervei alapján emeletet húztak a Római Katolikus Elemi Népiskola épületére.
Dunakeszin a korszakban kapott egyre nagyobb szerepet az ipar: 1917/20-ra megépült az „Oceán” Magyar Konzervgyár és Kereskedelmi Rt. dunakeszi telepe. 1911-ben pedig megkezdték a MÁV Főműhelynek szánt telek beépítését (amelyben csak 1926-ban kezdték meg a munkát). Még ugyanazon év során vasúti megállót alakítottak ki, majd 1912 során téglagyárat építettek. Az 1914-ig befejezett épületekből (munkásotthon [= kultúrház], portaépület, főigazgatóságnak szánt épület, karbantartó műhely) 1915 februárjában 1000 ágyas hadikórházat alakítottak ki. A MÁV az építkezést – bár jóval visszafogottabb tempóban – a háború alatt is folytatta: 1916-ban felépült a víztorony, illetve elkészült a kovácsműhely tetőszerkezete, 1918-ra pedig a műhely vázának és tetőrészének építése is előrehaladt. A Főműhely építése 1922-ben indult meg újra, a termelőmunkát pedig 1926-ban kezdték meg. A két vállalat megjelenése a községben kiemelkedő jelentőségű volt, működésük alapvető változásokat indukált a település gazdasági és társadalmi fejlődésében, kulturális és sportéletében.
Dunakeszin az 1929. évi gazdasági világválság következtében éhínség alakult ki a településen, miután a MÁV Főműhely és a Konzervgyár csak csökkentett üzemmel dolgozott, a munkanélküliség mintegy 10%-os lett. Mintegy 200 család (600-700 fő) rendszeresen lisztet, szenet és fát osztottak, illetve ún. ínségmunkát biztosítottak számukra. Jelentős hatása volt a település életére, hogy 1922-ben Richter Béla plébános (1907–1928) Dunakeszin telepítette le a Miasszonyunkról Nevezett Kalocsai Iskolanővérek rendjét, akik előbb az elemi iskolai oktatásban a leánygyermekek tanítását, majd az óvodai ellátást is átvették. Az 1918–1919-es tanév második félévében a MÁV Főműhely telepén polgári iskola létesült, amely egészen 1924-ig működött. 1919 őszétől, a MÁV telepen az elemi iskolás korú gyerekek oktatása is elkezdődött, az intézmény 1928-ban nyert állandó épületet (ma: Bárdos Lajos Általános Iskola). 1927-ben a meglévők mellett egy újabb, egy magán polgári iskola is megkezdte működését, amelynek 1931-ben már 150 tanulója volt. A Dunakeszi-Alagi Nyilvános Magán Polgári Fiúiskola fenntartásával járó feladatokat a két község közösen látta el. Az iskolát – 1938 és 1941 között – átszervezték, így annak neve Dunakeszi-Alag Társulati Koedukációs Polgári Fiú- és Leányiskola lett, amely egészen megszűnéséig, 1947 júliusáig a János utcában működött. 1925-ben elkezdték a villanyvilágítás kiépítését a községben, és megépült a községi sportpályája is. 1926-ban megkezdődött a községi kultúrház építése is, az ún. Népházé, amely a régi Uradalmi Nagykocsma helyére került (ma: Dunakeszi Járásbíróság).

Kisalag, bár közigazgatásilag Dunakeszihez tartozott, Alagon túl terült el, és földrajzilag Fóthoz feküdt a legközelebb. A településrész a két világháború között olyannyira fejlettlennek számított, hogy az ott lévő állapotokra az 1930-as években már a sajtó is felfigyelt. A Kisalaggal foglalkozó cikkek egyike egyenesen így fogalmazott:
„Kisalag, a székesfőváros közvetlen közelében, Magyarország legmostohább földdarabja, amelyen 600 ember elhagyottan, a legszomorúbb kietlenségben él.” 
Kisalagon a községi lét legelemibb jellemzői is hiányoztak: nem volt templom, posta, áram, és rendfenntartó sem; hiányzott a távbeszélő összeköttetés és a kocsiút is. Egyetlen közintézmény volt: a Kundháza Állami Elemi Iskola, a településrésszel kapcsolatos teendőket pedig a Kisalagi Telepegyesület látta el. A településrész 1950-ben Fóthoz került.
Az 1930-as évek elejére ismét nőtt a település lakosságszáma, elkezdett beépülni a Révdűlő és folytatódott a Banktelep betelepülése is. Ennek hatására 1930-ban bővíteni kellett a Fővárosi Vízművek dunakeszi telepét, egyre több lett a vezetékes ivóvízzel ellátott ház. Az Iparoskör, a helyi kisvállalkozók érdekvédelmi és szakmai szervezete élénk kulturális tevékenységet folytatott, színjátszó csoportja és dalköre is volt, amely rendszeresen tartott bálokat, amelyek a társadalmi érintkezés fő színterének számítottak a korban. A folyamatos lakosságnövekedés megkívánta a szórakozási lehetőségek számának növelését is, így 1939-ben mozi is épült a Banktelepen. Műhelytelep 1936. január 11-ei hatállyal külön postaügynökséget kapott, amely a mai Fő út 127. szám alatt rendezkedett be. A forgalom növekedése miatt 1944-ben a postaügynökség IV. osztályú postahivatallá alakult át, „Dunakeszi 2” elnevezéssel, helye ekkor a Levente utca 22. sz. alatt volt.
A két világháború között megérett az idő a község katolikus templomának megnagyobbítására is. A helyiek közül többen pénz- és ingatlanadományokkal, illetve egyéb módon segítettek, ezzel teremtve meg az anyagi alapot a bővítéshez. A terveket Oszvaldik Gyula építész készítette. Az építkezés 1936 januárjában kezdődött meg az építőanyagok összegyűjtésével, míg az első kapavágás és az alapkőletétel pünkösdkor történt. Az egész éven át tartó építkezés után a karácsonyt már a félkész új templomban ünnepelték a hívek. A munkálatok során a régi barokk templomot beolvasztották az újba. Az épületet Faludi (Fieszl) János plébánosi működésének ideje alatt fejezték be. Az új templomot 1937. október 10-én ünnepi mise keretében szentelték fel, a szentbeszédet Bangha Béla jezsuita hitszónok mondta. Az eredeti tervekhez képest – költségcsökkentés miatt – a templom kevesebb dísszel épült meg.
Miután a Műhelytelep, a Banktelep és a Révdűlő lakossága az 1920-as és 1930-as években egyre jobban nőtt, 1928-ban az itt lakó római katolikusok is saját egyházközösséget alapítottak. A hívők számára a miséket a MÁV Elemi Iskola kápolnájában tartották. A kápolnát és a hozzá tartozó két harangot 1928. október 28-án szentelte fel Zadravetz István nyugalmazott tábori püspök. A később elkészült orgonát pedig, amelynek gyártásában a Főműhely asztalosai is részt vállaltak, 1930 júniusában Serédi Jusztinián hercegprímás szentelte fel. A kis egyházközség számára hamarosan szűkösnek bizonyult az iskolakápolna, így Lányi Ferenc főműhelyfőnök vezetésével saját templom építését vette tervbe. 1944. június 29-én Pétery József váci püspök felszentelhette az új templomot, amely a Jézus Szíve nevet kaptak. A vasútnál dolgozó református hívek számára a MÁV lakótelepen lévő Legényotthon egyik helyiségét szentelte fel imateremnek Ravasz László püspök 1928-ban.

### Alag településfejlődése 1910 és 1939 között
Az önállóvá vált Alag a község központi részén, a Szent Imre téren tervezte az új községházát felépíteni. Az épület kivitelezését egy helyi építész, Goldberg Simon végezte. Az új községháza a hivatali helyiségeken kívül magában foglalta a jegyzői lakást is, illetve itt hozták létre a községi könyvtárt is (1912), amely hamar nagy népszerűségre tett szert. 1911-ben Alag-villatelepen postahivatal létesült, amely – szolgálati lakásokkal kiegészülve – a jelenlegi Verseny utcában működött.  1912-ben a községi posta távírda- és telefonszolgálatot is kapott. Az előfizetők száma folyamatosan gyarapodott: 1914-ben 16-an, 1922-ben 20-an, 1938-ban pedig már 52-en rendelkeztek telefonnal.
1912-től már egy négytantermes iskolaépület is a tanulók és a tanárok rendelkezésére állt. Alag utcái ugyan szilárd burkolat nélküli földutak voltak, de a község elöljárói nagy gondot fordítottak a település rendezettségére és tisztaságára. Az utcákat rendszeresen karbantartották, söpörtették. A házzal nem rendelkezőknek évente egy napi közmunkával, a házzal rendelkezőknek – jövedelmi viszonyuktól függően – 3, 6, illetve 10 koronával kellett hozzájárulnia a település szépítéséhez. A pénzfizetést évi egy napi közmunkával meg lehetett váltani.
A piacot a település belső magjának számító Kossuth Lajos u.–Károlyi u.–Fóti út által határolt térség mellett, a mai Kinizsi pálya területén alakították ki. 1911 októberében döntött a képviselőtestület arról is, hogy községi hússzéket és vágóhidat szerveznek, amelyhez létrehoztak egy 3000 koronás alapot. Nagy János hentes és mészáros dolgozott itt, segédje, Nagy József, a pénztárosnő Gajda Mariska volt. Az üzlet reggel fél 7 és este 7 között volt nyitva. A piactéren helyezték el a községi italmérést is, amely szintén hasonló elven működött, szabott árakkal, a haszon pedig a községnél maradt. A piactéren különféle iparosműhelyek is sorakoztak, a zöldséges standokon elsősorban a dunakesziek árusították terményeiket, vagy a lovaregylet majorjából kerültek oda áruk, mint például tej a tehenészetből. A községnek gondja volt az orvosi alapellátás megszervezésére is. A képviselőtestület a községben megjelenő kolera kezelése végett a Magyar Lovaregylettől kapott területen 1910-ben egy járványkórház azonnali megépítését is elhatározta. Az orvos háza, amely egyben rendelő is volt, a piactér mellett állt (ma ez a Fóti úti orvosi rendelőnek ad otthont). Az első alagi községi orvos dr. Bayer Emil volt.
Budapest vízellátásának biztosítására a fővárosi vízművek kútrendszert épített ki a Dunakeszitől nem messze fekvő Duna-parton. A vezetékes ivóvízhálózat azonban előbb épült meg Alagon, mint Dunakeszin, mivel a telivéreknek alapvető fontosságú volt a tiszta ivóvíz. A vízvezetékhez szükséges két kutat a lovaregylet ásatta meg a vendéglő melletti parkban, ahol jó vizet és dús forrást is kapott a rendszer. A községi képviselőtestület 1910-ben utcai lámpák kihelyezéséről döntött. A villanyvilágítás kiépítését 1913-ban kezdték meg.
Alagon az első világháború idején, a Magyar Lovaregylet egyik trénerlakásában 34 ágyas hadikórházat létesítettek a könnyebben sebesült katonák számára, a szükséges felszerelést gyűjtés útján kívánták beszerezni. Az elhúzódó háború közellátási zavarokat okozott a községben. A két világháború között az első világháborúban elesettek emlékére a Nepomuki Szent János-kápolnában emléktáblát avattak 34 elesett katona tiszteletére; a nevek listája később 87 főre bővült.
Alag, erőforrásait tekintve, az ország legfejlettebb községei közé tartozott a korszakban, ellátottsága inkább a városokéhoz volt mérhető. A község önállóvá válása és a második világháború vége közötti három és fél évtized pedig a településrész fejlődésének legdinamikusabb szakasza volt. A Magyar Lovaregylet és a lósport köré csoportosuló magánbefektetők, istállótulajdonosok ugyanis állandó, és egy néhány ezer lelket számláló település méreteihez képest jelentős mértékű bevételt jelentettek. A Lovaregyletnek egyébként is kiemelten fontos szerepe volt a község életében, hiszen szinte minden jelentősebb fejlesztés és vállalkozás mögött ott állt. A dinamikus fejlődés harmincöt éve alatt csaknem minden fontos települési funkció és intézmény kiépült, nagy részüket eleve messze az országos átlag feletti színvonalat meghaladva hozták létre, és azokat e nívón tartva működtették is.

## Alag és Dunakeszi a második világháborúban
A 20. század második nagy világégésének harcai súlyos megpróbáltatások elé állították a két község lakosait, akik a háború alatt sokáig el sem tudták képzelni, hogy a főváros térségét elérő front pusztítása olyan mértékű anyagi és emberveszteséget fog okozni, amilyet a 18. század eleji rácjárások óta nem tapasztalt a környék. Magyarország közben mind jobban belesodródott a háborúba, egyre több férfi teljesített fegyveres katonai szolgálatot, a két község katonakorú zsidó fiataljait pedig sorra hívták be munkaszolgálatra. 1942 folyamán már harminckét alagi honvéd vett részt a szovjetek elleni hadműveletekben, és közülük 1942. december 31-ig négyen estek el. Az áldozatok száma jelentősen megnövekedett az 1943. januári doni áttörés idején. A második magyar hadsereg tagjaként az itteni harcokban tűnt el Dunakeszi községi orvosa, dr. Cseresnyés Tibor is.

Jelentősen megváltoztak a hazai körülmények azzal, hogy Magyarország német megszállás alá került. 1944. március 19-én, a 2-es számú főúton, Dunakeszin is átvonultak a főváros felé tartó német csapatok, és a helyi civil lakosság 1919 óta ekkor látott először idegen katonákat a községben. 1944. április 3-tól rendszeressé váltak a főváros és környéke elleni angolszász légitámadások. Alagon már az 1942. szeptember 4-én végrehajtott első Budapest elleni szovjet légitámadás is komoly károkat okozott. Mire 1944 tavaszán megkezdődtek a nagy légitámadások, már csaknem minden háznál elkészültek azok a bunkerek, földbe ásott vermek, amelyek legalább a légnyomás és a repeszdarabok ellen védelmet nyújthattak. Tavasszal és főleg nyáron alig múlt el nap légiriadók nélkül. Fieszl (Faludi) János esperes visszaemlékezése szerint:
„A pihenést redukálni kellett, éjfél utánig ébren kellett lenni, majd egész nap szóltak a szirénák. Tanításról alig lehetett szó, mert reggel már szólt a sziréna, óvóhely nem lévén, szélnek kellett ereszteni a gyerekeket. Vasárnap legtöbbször csak a 8 órai szentmisét sikerült elvégezni, a prédikációt a végére tettük, de legtöbbször ez is elmaradt.”
A lakosság végig attól rettegett, hogy a MÁV Főműhely miatt Dunakeszi támadási célponttá válik, ám ez szerencsére nem következett be, noha 1944-ben a dunakeszi üzemen kívül az összes magyarországi vasúti műhelyt támadták az angolszász repülőgépek. Az állandó légi veszély miatt kellett a frissen elkészült műhelytelepi Jézus Szíve-templomot 1944. június 29-én, reggel 7 órakor felszentelni. Dunakeszi és Alag valójában csak felvonulási területe volt a Budapestet támadó bombázóknak. A Dél-Itáliában felszállt gépek itt fordultak rá a célpontokra, ezért több légi csata is lezajlott a két település fölött (pl. 1944. július 2-án). A front közeledtével azonban már közvetlen légitámadások is érték Alagot szeptember 13-án, 14-én, 18-án és 19-én. A nyilas hatalomátvétel után Dunakeszin és Alagon a nyilas pártszolgálat vezetője a harminc éves Márkus István lett. A nyilas párttagok aktivizálták magukat és hamarosan már egyenruhában, felfegyverkezve járkáltak a két községben, ahol a központjuk a Bürger kocsma volt, és rövidesen megkezdték a korábban lezárt zsidó üzletek kifosztását.
Budapest védelmére a honvédség 1944. szeptember 11-én megkezdte a fővárost keletről körülvevő ún. Attila-vonal kialakítását, amely munkálatokban részt vettek a környék kivezényelt civil lakosai, így a dunakesziek és az alagiak is. A 46. szovjet hadsereg megpróbálta menetből bevenni Budapestet, ám az offenzíva november elején, az Attila-vonal déli részén elakadt. Ezekben a napokban Dunakeszi–Ócsa térségét a november 1-jén megérkezett német 13. páncéloshadosztály biztosította. A frontális támadás kudarca után a szovjetek kétoldali átkarolással próbálkoztak, és december 5-én Acsa és Galgamácsa között nyolc szovjet hadosztálynak sikerült áttörni a német Dél-Hadseregcsoport védelmét. Ezzel a pesti hídfő északi része komoly veszélybe került, és a szovjetek közeledtére megindult a menekülés. A helyi közigazgatás tisztviselőinek többsége december 7–8-a körül hagyta el Alagot és Dunakeszit. A két községből december 8-án és 9-én – Alagról a nyilas Magyar József tanító vezetésével – vitték el a leventéket, akiknek nagyobb része a Szudéta-vidéki Egerben (ma: Cheb, CZ) felállított gyűjtőtáborba került. (Később, valamikor december 28-a előtt, a többi dunakeszi levente – valamint a helyi nemzetőrség – elvonulását a faluban maradt vitéz Pusztai János közigazgatási jegyző és leventeoktató meghiúsította.)
December 7-én elesett Felsőgöd, másnap Alsógöd, december 9-én pedig a szovjet 30. lövészhadtest katonái elérték Dunakeszi északi részét, elfoglalták a Révdűlőt, és behatoltak a MÁV Főműhely területére. Dunakeszi–Alag között és Fót térségében − tűzoltás gyanánt – bevetették a budapesti rendőr tanzászlóaljat, amely 24 óra alatt 70%-os veszteséget szenvedett, és december 12-én Kisalag elesett. December 13-án a II. honvéd ejtőernyős zászlóalj kemény harcokkal visszafoglalta Fótot. A támadás balszárnyaként ekkor a németek harckocsikkal nyomultak Dunakesziről Alsógöd felé, de a szovjetek megállították őket, és a heves ellentámadás hatására 14-én este Fót ismét szovjet kézre került. A harcok miatt a révdűlői lakosságot a szovjetek áttelepítették Gödre és Sződre. A község területén a leghosszabb összecsapás a Műhelytelepen alakult ki. Alag és Dunakeszi többi részét a húsznapos ostrom alatt többnyire a Révdűlő és a Fót felőli aknavető-támadások veszélyeztették. Az alagi lakosok közül tíz fő halt meg aknasérülésben, közülük öten december 13-án. Az emberek a pincékben kerestek menedéket, az alagi plébánia alatt tizennyolcan várták a harcok végét, de a dunakeszi barokk plébániaépület nagy pincéje is sok embert befogadott.
Az aknázásoktól számos ház megsérült, több lakhatatlanná vált. December 13-án és 15-én az alagi Szent Imre-templomot is több találat érte. A dunakeszi Szent Mihály-templom környékét szintén tűz alá vették. A harcok idején a Lovaregyleti kápolnában három nap kivételével minden nap volt szentmise. December 23. és 26. között az esti órákban, az életveszélyt is vállalva, Csík József plébános Petró Sándor hitoktatóval kiment az első vonalban lévő alakulatokhoz és meggyóntatta a magyar katonákat. December 25-én és 26-án a kápolna kertjében temettek el három elesett honvédet, mert az alagi temető ekkor már a szovjetek kezén volt. A dunakeszi temetőt sem lehetett használni, mert gyakran tűz alatt állt, ezért a plébános a templom mellé hantolta el a halott katonákat, akiket később átvittek az öreg temetőbe. Ide kerültek a főműhelyi (vagongyári) víztorony mellett és a mai hűtőház környékén lezuhant két német repülőgép pilótái is.

1944-ben a karácsonyi szentmisét reggel fél hétkor tartották a Szent Mihály-templomban. Fieszl János így emlékezett vissza a nem mindennapi pillanatra:
„Az éjszakán át végig pergőtűz. [...] Reggel elmenvén a misére telt templomot találtam, kántorunk felült az orgonához, és talán soha nem éreztük át a karácsony jézusi üzenettét – dicsőség Istennek, és békesség a földön az embereknek –, mint most a harcok közepette. […] Megható volt látni a nagy tömeget. Az egyik oldalon ablak nélküli hidegbeáramlás dacára, nem kényeskedett senki, ott álltak a kőhulladékok között a hidegben. Leszoktunk a kényelemről, a kétheti pinceélet szerényebbé tett mindnyájunkat.”
A két községből december 27-én vonultak ki a főváros felé a német alakulatok. Előtte még december 23-án, Alagon felrobbantották a Réti pályán és a mázsaháznál a lovaregyleti vízművek két víztornyát. A műhelytelepi vasúti őrháztól a Dunakeszi–Alag állomásig kb. 2 km hosszúságban mindkét vasúti vágányt elpusztították, akárcsak a Főműhelybe vezető iparvágányt, és a Dunakeszin lévő csaknem valamennyi távíró- és telefonpóznát. A Dunakeszit és Alagot összekötő – már akkoriban is forgalmas – vasúti felüljárót (az ún. hidat) is aláaknázták, de az Alagi Önkéntes Tűzoltótestület parancsnoka, Vitályos László az embereivel hatástalanította a hídra szerelt robbanószert és megmentette a felüljárót a pusztulástól. A német kézen lévő dunakeszi konzervgyár gépeit és raktárkészletét Budapestre szállították. A német katonák magukkal vitték Dunakesziről a két községi kandisznót, valamint 29 lovat, 11 tehenet és 107 sertést. Magyar kórházi alakulat vitte el a két községi bikát, és szintén magyar katonákhoz került 20 ló. A harcok alatt a Dunakeszi község tulajdonában lévő középületek közül a községháza, a kultúrház, a római katolikus elemi népiskola, az egészségház és a kisalagi állami elemi iskola sérült meg komolyabb mértékben. A faluban 10 ház szenvedett 50%-on felüli, 45 ház 20-50%-os, 320 ház 25%-os épületkárt, 1640 ház pedig sértetlen maradt.

## Dunakeszi története 1945-től 1950-ig
A megszálló szovjet csapatok parancsnoka a községháza egyik szolgálati helyén maradt alkalmazottját, vitéz Pusztai János közigazgatási jegyzőt bízta meg Dunakeszi vezetésével. A dunakeszi kommunisták és szociáldemokraták kezdeményezésére alakult meg valamikor 1945. február 7. előtt pár nappal a Nemzeti Felszabadítási Bizottság, amely haladéktalanul hozzálátott a község ügyeinek irányításához: behívta szolgálatra a faluban maradt volt községi tisztviselőket és alkalmazottakat. Az elöljáróság vezetésére Kocher Lászlót nevezték ki, Tóth János aljegyzőt, Pusztai János közigazgatási jegyzőt, Száraz György pénztárost, Németh István népmozgalmi nyilvántartót és Holovics György törvénybírót megerősítették hivatalukban. Az adóügyek vezetésével Budai Mihályt, a közellátás vezetésével a szociáldemokrata Puskás Ferencet, a közmunkák irányításával a kommunista Jankovics Györgyöt bízta meg, bírónak pedig Szabó István gazdát választotta, aki a Nemzeti Parasztpárt (NPP) tagja volt. Kocherné Lengyel Etelkát iktatóként, Molnár Ottót és Pesti Gézát beosztott tisztviselőként alkalmazták. A dunakeszi Nemzeti Felszabadítási Bizottság iratai nem maradtak fenn. Az elnöki tisztséget még 1945. április 29. előtt a szociáldemokrata Zathureczky Jenő vette át, a nem pártdelegáltakat pedig – a plébános kivételével – kitették a bizottságból. 1945 áprilisában Fieszl esperesen kívül az MKP, az SZDP, az NPP és a Szabad Szakszervezetek képviseltették magukat a bizottságban két-két taggal.
A szovjet csapatok bevonulása után Stanga György mintakészítő parancsnoksága alatt negyven fővel megalakult a községi rendőrség, amelynek állománya eredetileg MKP- és SZDP-tagokból, valamint pártonkívüliekből állt. 1945 májusában függetlenítette magát a bizottságtól és a községi elöljáróságtól, csak a főkapitányságot és a belügyminisztériumot ismerte el felettes hatóságnak, ám ezekkel a hivatalokkal még júniusban sem volt semmilyen kapcsolata. Az önjáróvá vált helyi rendőrség végül 1945. július végén oszlott fel, helyét a sorozott államrendőrség vette át.
A harcok elmúltával a helyi lakosok a községházát teljesen feldúlva találták. Az épületben az ostrom idején német katonák voltak, akik lovakat is tartottak a hivatali helyiségekben. Az iratok és a kartotékok túlnyomórészt megsemmisültek; az anyakönyveket csak úgy sikerült megmenteni, hogy még idejében elásták azokat. A szovjetek egyik első intézkedése volt, hogy 1944. december 30-án a faluban fellelhető rádiókészülékek összegyűjtésére utasították a község vezetését. A lakosság 1056 rádiót szolgáltatott be; ennek egy részét a szovjet hatóságok azonnal elvitték, sokat a katonák összetörtek. A maradék a községházán volt őrizetben, amíg el nem lopták őket. Szintén december 30-án rendelték el a faluban fellelhető fegyverek és egyéb katonai tárgyak beszolgáltatását. Komoly gondot jelentett, hogy a földeken és a község belterületén is sok fel nem robbant akna és gránát volt, amelyeknek a begyűjtése nagyon lassan haladt, mert a szovjetek január 4-én minden katonaviselt férfit összeszedtek, és Vácra vittek, a hozzá nem értők pedig vonakodtak ezekhez a veszélyes tárgyakhoz nyúlni. A szovjet hatóságokkal karöltve januárban kezdődött meg a holttestek és az állati tetemek összeszedése is, aminek első szakasza február végéig tartott. Ugyanakkor még 1946. február 5-ei adat is van arról, hogy tizenkét fő dolgozott az orosz halottak exhumálásánál, és hét ács készítette a koporsókat. A halott katonákat és civileket a községi temetőben helyezték örök nyugalomra. Az elesett szovjetek egy részét a Műhelytelepen lévő téren temették el, ahol nemsokára egy emlékművet is állítottak.
A megszálló csapatok jelenléte óriási megterhelést jelentett Dunakeszinek. Szinte nem volt olyan ház, ahová – Budapest ostromának hónapjaiban – ne szállásolták volna be a szovjet és a román hadsereg katonáit. Ezekben a vészterhes napokban sokat köszönhetett a falu Némai Jánosnak, aki 1944. december 28-tól 1945. augusztus 1-jéig a községi elöljáróságnál és a szovjet parancsnokságnál orosz és román tolmácsként teljesített szolgálatot. 1945 első hónapjaiban a szovjetek a lakosság túlnyomó többségét közmunkán dolgoztatták, amiért a munkások nem kaptak sem fizetést, sem természetbeni ellátást. Nagyban megnehezítette a község vezetésének a helyzetét, hogy a munkáshiány miatt folyamatosan napirenden voltak az egyes szovjet szervek között a súrlódások. A katonák lényegében egymástól vették el a dolgozókat, ráadásul a váci szovjet parancsnokság is rendszeresen igényelt munkásokat. Egy 1945. február 11-ei jelentés szerint Dunakeszinek az alagi repülőtér építéséhez naponta hatszáz főt kellett kiállítania, a szovjet irányítással megindult MÁV Főműhely naponta kétszáz munkást igényelt, a vízmű működtetéséhez negyven fő kellett; a községben lévő orosz tiszti étkezdék, fürdők, legénységi konyhák naponta mintegy kétszáz főt foglalkoztattak, és a Vörös Hadsereg számára dolgoztak a pékek, cipészek, szabók, telefonszerelők is, hozzávetőlegesen 75 fő. A dunakeszi főjegyző és a helyi szovjet parancsnokság a nagy munkaerő-igénybevétel ellenére sem tudta megakadályozni, hogy 1945. február 17-én a lakosság egynegyedét Vácra rendeljék, tizenkét napi munkára.

### Az ellátás megszervezése a háború után
A lakosságot a kényszermunkán túl a rendszeres zabrálások és rekvirálások is sújtották. A budapesti és a fóti országút kereszteződésénél fekvő falu három hétig volt hadszíntér, és a főváros elhúzódó ostroma miatt továbbra is rendszeresen vonultak át rajta katonai alakulatok, amelyek a helyiek készleteit csaknem teljesen lerabolták, ráadásul átvételi elismervényt sem adtak. Az esetleg fizetett összegek pedig olyan csekélyek voltak, hogy azok nem számíthatók ellenszolgáltatásnak. Az átvonuló csapatok a szálastakarmányt mind elhordták, sőt, zölden is feletették. A baromfiállományt is csaknem teljesen felélték, úgyhogy később a tenyésztés megindítása is súlyos gondot okozott. A 312 állatot kitevő lóállományból három maradt meg: azokból kettő teljesen vak volt, egyet pedig a gazdája úgy mentett meg, hogy befalazta, és a padláson át etette, gondozta. Ezekben az ínséges időkben a közellátás megszervezése, és a mezőgazdasági termelés mielőbbi megindítása volt a legfontosabb feladat. Dunakeszi területe 1945-ben 5048 kataszteri holdat (1 kataszteri hold = 0,5755 hektár) tett ki, amiből 1450 kataszteri hold volt beépített terület. Mezőgazdasági célokra 70 hold legelő, 240 hold rét (túlnyomórészt árvízterület) és 3265 hold szántó állt rendelkezésre, a szántóföldekből azonban 1065 hold a fóti gazdák tulajdona volt, és a termés is Fótra került. A dunakeszi gazdák 2200 hold földet műveltek, amivel a községet teljesen ellátni korábban sem tudták. A csaknem 12.000 főnyi lakosságnak csupán elenyésző része, mindössze 122-126 család foglalkozott földműveléssel, a többiek iparosok, tisztviselők, ipari munkások voltak, akik részben a helyi ipartelepen, részben Budapesten és a Pest környéki gyárakban dolgoztak. A „bejárók” túlsúlyát mutatja, hogy 1944-ben a községi elöljáróság hozzávetőlegesen 8000 vasúti munkásigazolványt állított ki a havi bérletjegyeken felül. Ezek a körülmények indokolttá tették volna, hogy Dunakeszit közélelmezési szempontból Nagy-Budapesthez csatolják, ám erre a közellátási minisztérium nem volt hajlandó. Sőt, a főváros ellátása érdekében még azt is megtiltották, hogy a dunakeszi vezetés az alapélelmiszereket Budapestről szerezze be.
A front elvonulása után a község megpróbálta enyhíteni az ínséget. Kezdetben törött lábú, sebesült orosz lovak kimérésével látták el hússal a lakosságot, valamint csöves kukoricát osztottak, amit az emberek lemorzsolva megőröltek, és a lisztjéből kukoricakenyeret vagy kását készítettek. Viszont a falu kevés gabona- és élelmiszerkészletét a szovjetek hamarosan felfedezték, és azokat túlnyomórészt ők vették igénybe. Ezután a Nemzeti Felszabadítási Bizottság felhívására a helyi gazdák önként ajánlották fel a felesleges kenyérmagvaikat: ezzel a község 3,5 vagonnyi gabonához jutott, amiből márciusig 10 dekagrammos fejadag mellett el tudták látni kenyérrel az embereket. Súlyos gondot okozott, hogy nem lehetett őröltetni, mert a falu egyetlen kis hengermalma az elektromos áram és a hajtószíj hiánya miatt üzemképtelen volt. A falusaik – saját erőből, nagy nehézségek árán – megjavíttatták a malmot. Amint a szovjet csapatoknak tudomására jutott, hogy működik a malom, ők kezdtek el őröltetni, és a község vezetése, pláne a gazdák csak ritkán jutottak őrlési lehetőséghez. Ráadásul az alagi reptér parancsnoksága a malom szolgáltatásaiért az üzemanyagon kívül más térítést nem adott.
A gazdák által közélelmezésre felajánlott gabona és élelem 1945 márciusában elfogyott. A hónap második felében már csak marharépát tudtak osztani a lakosoknak. Március 27-ig a község mindössze egyszer kapott élelmiszer-szállítmányt, amiből harminc dekagramm bab jutott egy-egy embernek. Rendszeres élelmiszerszállítmányokra később sem lehetett számítani, így 1945 márciusától Dunakeszi vezetése lényegében csak a malom vámőrleményéből oldotta meg a lakosság kenyérellátását tíz dekagrammos fejadagokkal, heti két-háromszori osztással. Zsír és húsellátás 1945-ben egyáltalán nem volt. Étolajat csak a kereskedőktől, feketeáron tudott a falu tehetősebb része vásárolni, ami a szegényebbek között nagy elégedetlenséget váltott ki. Különösen szűkös volt a tejellátás, mert a szovjetek mindössze három tehenet hagytak a faluban, és az állomány 1946 októberében is csak 52 jószágot tett ki. Ez indokolta, hogy tejet csak a községi orvos kiutalásával jelentkező szoptatós anyák, a csecsemők és az arra okvetlenül rászoruló betegek kaphattak.
A község vezetése időről időre azzal fordult Vas Zoltán közellátási kormánybiztoshoz, hogy az élelem és vetőmag beszerzéséhez adjon az ország egész területére szóló vásárlási engedélyt. Jól mutatja a lakosság életrevalóságát, hogy 1945-ben 4362 fő kért utazási igazolványt. A rossz közlekedési viszonyok közepette öt-tíz napos, sőt, háromhetes utakra is elmentek az emberek, hogy valamilyen módon élelmet szerezzenek a családjuknak. A szállítási nehézségek miatt ezekben az években súlyos szén- és tűzifahiány lépett fel, és 1945-ben a község még a sütőiparosok tűzifaellátását sem tudta biztosítani. A front idején a magyar, a német és a szovjet csapatok fedezéképítésre és fűtésre 3200 gyümölcsfát vágtak ki Dunakeszin. A harcok után pedig a didergő lakosság pusztította ki rohamtempóban a még meglévő faállományt. Ekkor tűnt el néhány hét alatt a Fő út és a Duna között lévő ún. Kiserdő.

### Földreform Dunakeszin
A dunakeszi gazdák bizakodva vártak egy földbirtokreformot, amitől anyagi helyzetük kedvezőbb alakulását remélték. 1945-ben 126 család (kb. 520 fő) foglalkozott földműveléssel. Közülük 48 család 1–5 holdon, 43 család 5–20 holdon és 35 család 20–50 holdon gazdálkodott. A földreformról szóló 600/1945. számú miniszterelnöki rendelet mielőbbi végrehajtása érdekében a dunakeszi elöljáróság 1945. március 28–30. között dobszó és hirdetmény útján gyűlést hívott össze 1945. március 31-re a községi kultúrházba. A résztvevők megválasztották a kilenc főből álló Földigénylő Bizottságot, amelynek elnöke K. László István (NPP) lett. Április 10-én megkezdték a földosztást. 1945. május 14-ig 70 hold 224 négyszögölt osztottak ki 18 birtoktalan között; 1945. július 12-ig viszont már 67 gazda kapott összesen 212 hold földet. A földosztás után a községnek kevés és rossz minőségű föld maradt a birtokában (rét és kaszáló), ráadásul megszűnt a halászati és vadászati jog bérbeadásából származó jövedelem. A község házi kezelésében lévő kultúrház-vendéglő súlyos háborús károkat szenvedett, kijavításáig nem hajtott jövedelmet, és 1945-ben a moziból sem volt már bevétel. A korábban bérbeadás útján értékesített községi kiskocsma teljesen elpusztult, akárcsak a vágóhíd. A falu jövedelme csak a befolyó adókból járó százalékokból, fogyasztási adóból, piaci helypénzből, sírhelydíjból adódott. A fogyasztási adó szintén erősen megcsappant, mert a háború befejezése után húst sokáig nem mértek, és borfogyasztás is kevés volt. A község pénzügyi egyensúlyát csak a legnagyobb erőfeszítések árán sikerült fenntartani.
A Dunakeszi MÁV Főműhely irányítását 1945 januárjában a szovjet katonai parancsnokság vette át, és az üzem 1945. május 26-ig a szovjeteknek dolgozott, akik a gyárat május 27-én adták át az üzemvezetőségnek. Dunakeszi község azonban ezután sem tudott a kb. 1000 főt foglalkoztató üzemből jövedelmet beszedni, mert a főműhely, arra hivatkozva, hogy a MÁV Igazgatóság székhelye a fővárosban van, minden közszolgáltatást (szolgálati viszonyból eredő jövedelemadót, közmunkaváltságot) Budapestnek fizetett be. A Dunakeszi Bem utca 4. szám alatti Magyar Konzervgyár és Kereskedelmi Rt. a háború előtt a Julius Meinl-csoport tulajdonában volt, ezért a front közeledtével a német csapatok a gépi berendezést leszerelték és elszállították. A harcok után a szovjetek azonnal birtokba vették a volt német birodalmi üzemet, katonasággal őriztették, polgári hatóság nem léphetett be a gyár területére. Az épületben a szovjetek kezdetben élelmiszerraktárt rendeztek be, majd helyi alkalmazottakkal 1945. augusztus 18. körül megindították a termelést.
A baromfiállomány gyors felfrissítése és pótlása céljából négy keltetőgépet állítottak be. A községi bikaistállóban nyúlszaporító telepet hoztak létre, és elkezdték a nyúltenyésztés és a kecsketartás propagálását. Ennek az lett az eredménye, hogy a korábbi 50-60 egyedhez képest a házinyúlállomány 1946 májusára elérte a 2000 darabot, a kecske- és nyúltartó szegény emberek támogatására pedig a község kecskelegelőt jelölt ki a kiirtott kiserdő helyén. Az intézkedésekkel sikerült a húshiányt némileg enyhíteni, de a tehén- és lóállomány pótlása − a pénztelenség miatt − csak nagyon lassan haladt. A diákok és a pártok ifjúsági szervezetei 1946-ban megkezdték a község belterületének újrafásítását − a méhészetekre tekintettel − elsősorban akácfacsemeték ültetésével, és megalakult egy ötventagú méhészegyesület is. A helyi cserkészek a Duna árterületén és a réteken Horváth Ferenc irányításával gyógynövénygyűjtésbe kezdtek, és ezzel járultak hozzá a község bevételeihez.
1946-ban a falu déli határában lévő Székesnádas nevű ingoványos terület forrásainak elvezetésére három csatornát építettek ki, amivel a község mintegy 120 hold kaszálót nyert. Súlyos gondot jelentett a háború utáni években, hogy a dunakeszi gazdák az általános beszolgáltatási törvények hatálya alá tartoztak, holott a helyi homokon 3-4 mázsás gabonatermésnél, vagy 4-5 mázsás átlagos kukoricatermésnél jobbat nem tudtak produkálni, így a beszolgáltatásuk alatta maradt még az előírt mennyiség 30%-ának is. Ezzel szemben, jóval több munkával és befektetéssel, holdanként 40-45 mázsás paradicsomtermést értek el. Hiába hivatkoztak a közellátási miniszternél arra, hogy a helyi gazdák a gabonát már a múltban is máshonnan hozták, és a paradicsom termesztése országos érdeket szolgál, nem tudták elérni, hogy a konzervgyárban leadott paradicsomot és konyhakerti termést beszámíthassák a beszolgáltatásba. A kevés állat miatt hiány volt trágyából, a műtrágyát pedig alig lehetett megfizetni, így a dunakesziek nehezen álltak át a belterjes gazdálkodásra. Ráadásul a szovjet katonák még 1946 júniusában is fosztogatták a határt, kaszálták a vetéseket, leszedték a gyümölcsöt, és ezt nem lehetett megakadályozni. A községi elöljáróság, a pártok és a különböző szervezetek több népjóléti intézkedéssel is megpróbálták felkarolni a lerongyolódott lakosságot.

### Politikai és közigazgatási változások
1945-ben megindultak az igazoló eljárások. A községben alakult meg a Váci Járás II. számú Dunakeszi Igazoló Bizottsága, amelynek illetékessége Alag, Alsógöd, Csomád, Dunakeszi, Felsőgöd, Fót, Sződ, Veresegyház, Őrszentmiklós községekre terjedt ki. Az igazolóbizottság 1947. április 11-ig 2846 ügyet tárgyalt le. Dunakeszi vezetésében a legdrámaiabb változás kétségkívül 1947 novemberében következett be, amikor L. György a Szabó-kocsma udvarán mintegy 30 késszúrással meggyilkolta Szabó István községi bírót. A tettes a bíró vejének a testvére volt, és a gyilkosság hátterében az állt, hogy állítólag Szabó István 1944–1945 fordulója körül maga internáltatta saját vejét Gödöllőre. Az elkövető egy ideig a környéken bujkált, később Bécsbe, majd Angliába került, és ott élte le életét teljes inkognitóban. Szabó István halála után a kisgazdapárti Legéndi János lett az új községi bíró, aki 1949. szeptember 6-án „más irányú elfoglaltságára hivatkozva” lemondott tisztségéről, a Népfront pedig a Banktelepen lakó Bukovszky Sándornét javasolta községi bírónak, akit a képviselőtestület meg is választott. Bukovszkyné bíróként vezényelte le 1950-ben Dunakeszi és Alag egyesítését, az 1950. október 22-én megtartott tanácsválasztások után pedig ő lett Dunakeszi máig emlegetett, keménykezű kommunista tanácselnöke, a Rákosi-korszak legmeghatározóbb helyi vezetője.

## Alag története 1945-től 1950-ig
1944. december 28-án véget értek a fegyveres összecsapások Alagon és Dunakeszin, a szovjet csapatok a Magyar Lovaregylet alagi területén szinte azonnal megkezdték egy téglával és kőzúzalékkal borított repülőtér építését, ahova hónapokig hajtották ki ingyenmunkára Alag munkaképes lakosságát. Mindennaposak voltak a zabrálások, a letartóztatások.
Az alagi polgári lakosság jelentős része 1944 utolsó hónapjaiban – a közeledő front elől menekülve – elhagyta lakóhelyét, közöttük decemberben a falu irányítói. Egy önjelölt vezető, a rejtélyes Bohácsi Ferenc lépett színre, aki a gyér források szerint az „exlex időszak” kulcsfigurája lehetett. 1944 októbere óta élt Alagon. A község pénztárát üresen vette át, ezért a lakosoktól 4000 pengő kölcsönt vett fel, amiből gabonát vásárolt és a községházán népkonyhát indított. 1945 januárjában a lakosság között borsót, krumplit, sót és marhahúst osztott ki, a kenyérellátást pedig a meglévő kukoricakészletből napi 15 dkg-os fejadaggal március közepéig biztosította. Jó kapcsolatokkal és szervezőkészséggel rendelkezhetett, mert a kölcsönt visszafizette, és 1945. február 7-ei jelentése szerint a falu vagyona már 12.400 pengő, két vagon napraforgómag, nagy mennyiségű borsó, harminc igás- és nyolc telivér ló volt. Mivel Bayer Emil doktor szintén elmenekült, ezért Bohácsi megállapodott a dunakeszi vezetéssel, hogy dr. Stiebel Zsolt hetente kétszer rendelést fog tartani az orvos nélkül maradt alagi lakosoknak. A kibombázott és lakhatatlan házak lakóit az üresen maradt épületekben helyezte el, ideiglenesen. Az elhagyott házakban visszamaradt értékesebb ingóságokat a községházán igyekeztek biztonságba helyezni. Ruhaneműket is hordtak be, ezt azonban valaki besúgta a szovjeteknek, ezért azokat a községházán szétosztották a rászorulók között, hogy ne kerüljenek idegenek kezére.
Alagon 1945. február 6-án a Nemzeti Bizottság, elnöke Czirfusz József kocsmáros lett, a jegyző Bölcskei Géza lelkész, és határozatot hoztak arról, hogy a lovaregyleti majori munkásság képviseletében Oláh Istvánt, a lovászok képviseletében pedig Schinogl Istvánt meghívják a Nemzeti Bizottság tagjai közé. Április 27-én a Nemzeti Bizottság tagjai közül megalakult a Községi Képviselő-testület, bíróvá Czirfusz Józsefet, törvénybíróvá Farkas Istvánt, pénztárossá Setéth Józsefet, közgyámmá Kelemen Ödönt választották. A képviselő-testület behívta tagjai sorába Csík József esperest és Bölcskei Géza református tiszteletest. A Nemzeti Bizottság tagjai meghallgatták Bohácsi Ferenc községi vezetőt, elismeréssel vették tudomásul addigi működését és felhatalmazták arra, hogy kisebb jelentőségű ügyekben önállóan döntsön. A járványveszély miatt azonnal intézkedtek a harcok során, az udvarokon, kertekben ideiglenesen elföldelt halottak exhumálásáról, a határban temetetlenül fekvő holttestek összeszedéséről és eltemetéséről, valamint a háborús romok és a szemét eltakarításáról. A termelés újraindítása érdekében elrendelték a megművelhető földek pontos számbavételét, a mezőgazdasági munkák mielőbbi megkezdését, és az alagi bolgárkertészet azonnali megindítását. A Nemzeti Bizottság fontos szerepet játszott a megszálló csapatok által igényelt munkaerő megszervezésében és biztosításában is. Kiemelt feladatnak számított a kirabolt község közélelmezésének megszervezése, amit Bohácsi Ferenc meg is tett, és így nagyon népszerű lett az éhező lakosság körében. A helyi kommunista vezetés ezért „súlyos visszaélésekkel” és „feketézéssel” vádolták. Bohácsi 1945. március 5-én lemondott pozíciójáról. A község vezetőjegyzője Vörös Gyula, a községi bíró pedig Wágner Benedek lett, akik mindketten a Magyar Kommunista Párt tagjai voltak.

### A közellátás megszervezése és működtetése
A közellátást azonban továbbra is működtetni kellett. Ezt nagyban megnehezítette az a tény, hogy – a reményekkel ellentétben – Alagot, közellátási szempontból nem csatolták Nagy-Budapesthez, hanem élelemtermelő községként kezelték, így a település alig kapott élelmiszer-kiutalásokat. A mindenféle utakon beszerzett árukat a községházán kellett lerakni, és azokat − az árak hivatalos megállapítása után − a helybeli kereskedők között arányosan osztották ki. Ugyanakkor a Nemzeti Bizottság kidoboltatta, hogy az üresen maradt telkeket megművelésre bérbe adják. A front elvonulását követően kialakult tarthatatlan közbiztonsági helyzet kezelésére a Nemzeti Bizottság Alagon megszervezte a rendőrséget, amelynek állománya 20 közrendőrből, egy parancsnokból és egy parancsnok-helyettesből állt. A testület parancsnoka Mészáros István, később pedig Gang Kornél lett. Kezdetben a legfontosabb feladatuk az volt, hogy megakadályozzák az 1944-ben tömegesen elmenekült lakosok üresen álló épületeinek széthordását. A közbiztonság azonban sem sokat javult, és a helyzetet súlyosbította, hogy a rendőrség létszámát öt főre csökkentették. 1946–1947 folyamán is napirenden voltak az utcai rablások, a betörések és a lopások. A bűnözés elharapózásának egyik kiváltó oka a lakosság nagyfokú elszegényedése volt, amit Alagon a földosztás csak a legminimálisabban tudott enyhíteni.

### Földreform Alagon
A földosztásról szóló miniszterelnöki rendeletnek megfelelően Alagon csak egy nagybirtok volt, a Magyar Lovaregylet 1151 kataszteri hold 725 négyszögöl összterületű gazdasága, amelyből kb. 477 kataszteri hold állt közvetlenül mezőgazdasági művelés alatt. Ugyanakkor a rendelet korlátozta a mintagazdaságok felosztását, így egyáltalán nem volt egyértelmű, vajon a teljesen speciális célokért megalakított lovaregyleti gazdaság a földreform hatálya alá tartozik-e vagy sem. Április 25-én megérkezett Alagra Nagy Imre földművelésügyi miniszter 567/eln.1945.III./2 sz. leirata, amelyben a Magyar Lovaregylet kezelésében lévő teljes, 1200 holdas alagi birtokot mintagazdaság kialakítása céljából mentesítette a földosztás és -igénylés alól, a felépítmények bontását pedig megtiltotta. Az Alagi Nemzeti Bizottság erre azt jelentette a vármegye felé, hogy a birtokból már 670 holdnyi (sic!) művelésre alkalmas terület szétosztatott a lovaregyleti cselédség között, és ezeken a földeken a termelés megkezdődött. Mindkét állítás legjobb esetben is csak a vágyak kategóriájába tartozhatott. A szovjetek jelenléte miatt viszont lényegében mind a földosztás, mind az élelemtermelés ellehetetlenült. Alag területén, 1946 tavaszától őszéig kb. 5-8000 szovjet katona tartózkodott, és 1946 novemberéig a teljes lovaregyleti birtokból kb. 720 holdat használtak legelőnek, földművelés céljára, reptérnek, lőszerraktári barakkoknak, bunkereknek, szarvasmarha-, sertés- és juhakloknak. Végül kb. 456 kataszteri holdon 61 új gazda tudta megkezdeni a termelési munkát igásállomány nélkül, 1946 őszén úgy, hogy még a kenyérgabonájukat is elvetették, hogy a felsőbb hatóságok által előírt vetésterületet teljesíteni tudják. Valamikor 1946 folyamán nem várt szereplők tűntek fel, mégpedig az Istvántelki MÁV Főműhely munkásai. Ők alapították a Szabadságligeti Házhelyigénylő Bizottságot, és a Réti pályán a lovaregylet ingatlanából 135 kataszteri holdat kaptak 620 házhely kialakítására. Ezt tekinthetjük a mai Dunakeszi-Alsó genezisének. A háborús állapotok megszűntével kezdtek hazaszállingózni Alagra a menekültek, közöttük a tisztviselők, közalkalmazottak is. Az Alagi Nemzeti Bizottság az összes nyugatról hazatért régi közalkalmazott visszafogadását megtagadta, illetve akadályozta. Még javában zajlottak az igazolási eljárások, amikor 1946-ban megkezdődött a pozíciókért és a hivatalok megszerzéséért vívott harc újabb felvonása: a közalkalmazottak létszámának racionalizálását és egyúttal a „reakciós elemek” leépítését szolgáló B-listázás. Az Alagi Nemzeti Bizottság 1946. április 15-én megtartott rendkívüli ülésén szolgálati helyük elhagyása miatt javasolta B-listára helyezni Czóbel Bélát, Szabó Ferencet, Bakos Sándort, dr. Bayer Emilt és dr. Pethő Józsefet.

### A gazdaság
Az 1910-ben önálló községgé vált Alagnak évtizedekig a lósport volt az éltetője, ám a háborús pusztítás következtében a község teljesen ellehetetlenült. A település északi felén a Budapestre mindennap bejáró, főleg nyomdászokból és hivatalnokokból álló szervezett munkások éltek, déli felét a lósport tönkremenetele miatt kenyér nélkül maradt, a háborút követő időszakban alkalmi munkákból élő trénerek, zsokék és lovászok, valamint a földhöz juttatott volt gazdasági cselédek lakták. A lósport megszűntével Alag háztartási helyzete csődbe jutott. A község nem volt őstermelő jellegű, a lakosság 90%-ban élelem-behozatalra szoruló ellátatlanokból állt. A mezőgazdasági termelés mielőbbi megindítása és hatékonyabb megszervezése érdekében 1946. január 13-án megalakult a Termelési Bizottság, majd tavasszal a Földműves Szövetkezet, elsősorban azért, hogy a földreform során a Magyar Lovaregylettől megszerzett egyetlen traktort a gazdák közösen használhassák. A község területén állomásozó nagy létszámú szovjet katonaság szálláshelye (reptér, barakkok, lőszerraktár, karámok, sátortáborok) miatt azonban a földek megművelésére 1946 őszéig csak részben kerülhetett sor. Amit meg is tudtak művelni, azt a katonák letarolták. Ugyanakkor Alagnak (mivel hivatalosan élelemtermelő településnek számított) ki kellett vennie a részét a Magyarországot megszálló szovjet csapatok ellátásából. 1946 novemberében a szovjetek távoztak. Egy közülük azonban ott maradt a nagyalagi majorban lévő kastélyban, ahonnan a Szövetséges Ellenőrző Bizottság alagi tehenészetét irányította.
1946 folyamán, Fichtner Károly irányításával, megmaradt birtokán a lovaregylet is megkezdte a gazdálkodást, lefektetve az egykor virágzó mintagazdaság új alapjait. Helyreállította a vízművét; kijavította gazdasági épületeinek egy részét is, új lovakat szerzett. Tehénállományát azonban nem tudta pótolni, viszont hozzáfogott a teljesen letarolt, mintegy 40 holdat kitevő barackos és szilvás gyümölcsös rendbe hozásához. Nincstelenség uralkodott az egész községben. A közellátási helyzet lassan ugyan javult, ám 1947. január 31-én a lakosságnak még 76%-a ellátatlannak számított. 1947-től heti egy napon a lakosságnak kenyér helyett kukoricalisztet kezdtek osztani. Mindenki fölásta és bevetette a kertecskéjét abban a reményben, hogy csekély öntözéssel előteremti a konyhához szükséges zöldségféléket, ám a háború utáni két aszályos esztendő nem könnyítette meg a növénytermesztést. Az óriási elszegényedés felébresztette a szolidaritást az emberekben. Gyűjtések indultak, elsősorban a gyermekek és a hazatért hadifoglyok segélyezésére. Sokat segítettek a nemzetközi szervezetek adományai is.
A község boldogulása szempontjából életbe vágó volt a lótenyésztés mielőbbi megindulása és a lósport fejlesztése. 1946-ban tizennyolc lovat hozott haza Balogh János lóidomár; 1947. január közepén újabb tizenhat versenyló érkezett meg Németországból, huszonöt versenyló Budapestről, tizennyolc Komáromból. A lovaregylet azonnal istállók felújításába és építésébe fogott, 1948-ban pedig – szerény mértékben – a személyzeti lakások felújításába is belekezdett. 1948 végéig négy tréningtelepet sikerült rendbe hozni. A magyar földművelésügyi államkincstár 1948 januárjában, a volt Horthy- és Hitsch-telepet átvéve, Alag székhellyel állami angol telivér ménest létesített, amelynek vezetője Bezuk István magyar állami lótenyésztési felügyelő lett; beosztott tisztviselői Flandorffer Tamás és Gellérfi József voltak. A ménes legértékesebb állatának a Nyugatról hazahozott Szultán Mohamed nevű mén számított. Időközben folyamatosan zajlott a háborúban megsérült középületek helyreállítása. A községházát, iskolát, napközi otthont, zöldkeresztes tanácsadó helyiséget 1945–1946-ban hatalmas áldozatok, sőt, adósság árán rendbe hozták. A lovaregylet rommá vált épületeiből kellett kibányászni az építőanyagot, hogy hozzáláthassanak házaik helyreállításhoz.

### Kultúra és művelődés
Megindult a kulturális élet is: a községi könyvtárat a Szabadművelési Tanács átvizsgálta, a fasisztának minősített sajtótermékektől megtisztította, a könyvállományt rendezte. A pártok sorra létrehozták ifjúsági szervezeteiket (MADISZ, SZIM, Népi Ifjúság), és ezeknek több-kevesebb sikerrel műkedvelő gárdái is alakultak. 1948-ban Alag is megünnepelte a forradalom centenáriumát, és március 15-én a községházával, valamint a római katolikus templommal szemben leleplezték a szabadság emlékszobrot.

### Kitelepítések
A fordulat évének nevezett 1948-ban felgyorsult Magyarország szovjetizálása, és ekkor kezdődött meg alagi németek Németországba telepítése volt. 1948. április 7-én jött az utasítás, hogy a községi elöljáróságnak össze kell írnia azokat, akik az 1941. évi népszámláláson németnek vallották magukat – ez 34 személyt jelentett –, vagy Volksbund-tagok voltak, vagy az SS-ben szolgáltak, vagy nevüket visszanémetesítették. A belügyminisztérium már előre megküldött egy névjegyzéket az elöljáróságnak, amelyben szerintük a fentiek alá tartozó alagi lakosok nagy része rajta szerepelt. A forrásokból nem derül ki, hogy végül hány személyt telepítettek ki Németországba.

## Alag és Dunakeszi egyesítése
A belügyminiszter már 1946 júliusában tervbe vette Alag egyesítését Dunakeszivel, a két település vezetése azonban ez ellen foglalt állást. A dunakesziek fő érve az volt, hogy Alaggal ellentétben, Dunakeszi költségvetése egyensúlyban van, ezért az egyesítés Dunakeszi fejlődésére nézve hátrányos lenne, és megakadályozná a községet a pénzügyi egyensúly további fenntartásában. 1949-ben azonban már nem kérdeztek meg senkit, hanem 1950. január 1-jével központilag előírták az egyesítést.